# Liu Xiang (Schwimmerin)
Liu Xiang (chinesisch 刘湘, Pinyin Liú Xiāng, * 1. September 1996 in Guangdong) ist eine chinesische Schwimmsportlerin. 

## Karriere
Bei den chinesischen Schwimmmeisterschaften startete sie 2015 in den Disziplinen 50 m Rücken, 50 m Freistil und 50 m Schmetterling. Sie gewann bei den Schwimmweltmeisterschaften 2015 in Kasan in Russland die Bronzemedaille über 50 m Rücken hinter ihrer Mannschaftskameradin Fu Yuanhui und der Brasilianerin Etiene Medeiros. Bei den Olympischen Sommerspielen 2016 schied sie über 50 m Freistil mit einer Zeit von 24,91 Sekunden schon im Vorlauf aus und belegte den 18. Platz. Bei den Asienspielen 2018 in Jakarta gewann sie die 50 Meter Rücken in neuer Weltrekordzeit von 26,98 s und blieb damit als erste Frau auf dieser Strecke unter 27 Sekunden.